# Eliminatórias da Copa do Mundo FIFA de 2026 – CAF (Grupo G)
Esta página apresenta os resultados das partidas do Grupo G das eliminatórias africanas (CAF) para a Copa do Mundo FIFA de 2026.
O vencedor do grupo se classificará diretamente para a Copa do Mundo, e o segundo colocado poderá disputar o play-off para avançar a repescagem.

## Classificação
| Pos | Equipe     | Pts | J | V | E | D | GP | GC | SG | Classificado               |     |        |        |     |     |        |     |
| --- | ---------- | --- | - | - | - | - | -- | -- | -- | -------------------------- | --- | ------ | ------ | --- | --- | ------ | --- |
| 1   | Moçambique | 12  | 5 | 4 | 0 | 1 | 9  | 6  | +3 | Copa do Mundo FIFA de 2026 |     | —      | 0–2    | Out | Set | 3–1    | 2–1 |
| 2   | Argélia    | 12  | 5 | 4 | 0 | 1 | 11 | 5  | +6 | Possível play-off          |     | 25 Mar | —      | 1–2 | Set | Out    | 3–1 |
| 3   | Guiné      | 7   | 5 | 2 | 1 | 2 | 4  | 4  | 0  |                            |     | 0–1    | Set    | —   | Out | 2–1    | 0–0 |
| 4   | Botsuana   | 6   | 5 | 2 | 0 | 3 | 7  | 8  | −1 |                            | 2–3 | 1–3    | 1–0    | —   | Out | 25 mar |     |
| 5   | Uganda     | 6   | 5 | 2 | 0 | 3 | 5  | 7  | −2 |                            | Set | 1–2    | 25 mar | 1–0 | —   | Set    |     |
| 6   | Somália    | 1   | 5 | 0 | 1 | 4 | 3  | 9  | −6 |                            | Out | Out    | Set    | 1–3 | 0–1 | —      |     |

## Partidas
| 16 de novembro de 2023 | Botsuana                   | 2 – 3     | Moçambique                           | Estádio Obed Itani Chilume, Francistown |
| 15:00 (UTC+2)          | Tlhalefang 74' · Ngele 85' | Relatório | Clésio 14' · Ratifo 52' · Muiomo 75' | Árbitro: KEN Peter Waweru               |

| 16 de novembro de 2023 | Argélia                                      | 3 – 1     | Somália   | Estádio Nelson Mandela, Argel              |
| 17:00 (UTC+1)          | Abdi 2' (g.c.) · Bounedjah 31' · Slimani 80' | Relatório | Ahmed 65' | Público: 40 784 Árbitro: MLI Boubou Traoré |

| 17 de novembro de 2023 | Guiné                    | 2 – 1     | Uganda   | Estádio Municipal, Berkane (Marrocos)     |
| 14:00 (UTC+1)          | Camara 10' · Cissé 90+5' | Relatório | Bayo 30' | Público: 250 Árbitro: CGO Messie Nkounkou |

| 19 de novembro de 2023 | Moçambique | 0 – 2     | Argélia                   | Estádio do Zimpeto, Maputo   |
| 15:00 (UTC+2)          |            | Relatório | Chaïbi 69' · Zerrouki 80' | Árbitro: RWA Samuel Uwikunda |

| 21 de novembro de 2023 | Botsuana       | 1 – 0     | Guiné | Estádio Obed Itani Chilume, Francistown |
| 15:00 (UTC+2)          | Seakanyeng 79' | Relatório |       | Árbitro: GAB Tanguy Mebiame             |

| 21 de novembro de 2023 | Somália | 0 – 1     | Uganda  | Estádio Municipal, Berkane (Marrocos)                |
| 14:00 (UTC+1)          |         | Relatório | Mato 4' | Público: 200 Árbitro: EQG José Nguema Owono Asangono |

| 6 de junho de 2024 | Argélia             | 1 – 2     | Guiné                        | Estádio Nelson Mandela, Argel                      |
| 20:00 (UTC+1)      | Y. Baldé 52' (g.c.) | Relatório | M. Sylla 50' · A. Camara 63' | Público: 32 000 Árbitro: ETH Bamlak Tessema Weyesa |

| 7 de junho de 2024 | Moçambique             | 2 – 1     | Somália    | Estádio do Zimpeto, Maputo |
| 15:00 (UTC+2)      | Amade 14' · Ratifo 29' | Relatório | Shirwa 66' | Árbitro: ERI Teklu Mogos   |

| 7 de junho de 2024 | Uganda     | 1 – 0     | Botsuana | Estádio Nacional Nelson Mandela, Campala |
| 19:00 (UTC+3)      | Shaban 74' | Relatório |          | Árbitro: CIV Clément Franklin Kpan       |

| 10 de junho de 2024 | Somália    | 1 – 3     | Botsuana                                           | Estádio do Zimpeto, Maputo (Moçambique) |
| 15:00 (UTC+2)       | Hassan 74' | Relatório | Sesinyi 10' · Gaolaolwe 53' · Seakanyeng 72' (pen) | Árbitro: LBR Emmanuel Mensah            |

| 10 de junho de 2024 | Uganda      | 1 – 2     | Argélia                  | Estádio Nacional Nelson Mandela, Campala |
| 19:00 (UTC+3)       | Mutyaba 10' | Relatório | Aouar 46' · Benrahma 58' | Árbitro: BEN Raphiou Ligali              |

| 10 de junho de 2024 | Guiné | 0 – 1     | Moçambique         | Estádio Ben M'Hamed El Abdi, El Jadida (Marrocos) |
| 20:00 (UTC+1)       |       | Relatório | Catamo 90+3' (pen) | Árbitro: BDI Pacifique Ndabihawenimana            |

| 20 de março de 2025 | Moçambique                  | 3 – 1     | Uganda     | Estádio Internacional do Cairo, Cairo (Egito) |
| 15:00 (UTC+2)       | Pepo 3', 16' · Ratifo 45+3' | Relatório | Shaban 74' | Árbitro: GAB Pierre Atcho                     |

| 21 de março de 2025 | Botsuana     | 1 – 3     | Argélia                      | Estádio Obed Itani Chilume, Francistown   |
| 15:00 (UTC+2)       | Kopelang 70' | Relatório | Gouiri 44' · Amoura 52', 74' | Público: 3 278 Árbitro: TAN Ahmed Arajiga |

| 21 de março de 2025 | Guiné | 0 – 0     | Somália | Estádio Olímpico, Abidjã (Costa do Marfim) |
| 21:00 (UTC+0)       |       | Relatório |         | Árbitro: MAD Andofetra Rakotojaona         |

| 25 de março de 2025 | Botsuana                    | 2 – 0     | Somália | Estádio Obed Itani Chilume, Francistown |
| 15:00 (UTC+2)       | Mohutsiwa 74' · Johnson 83' | Relatório |         | Árbitro: NGA Joseph Ogabor              |

| 25 de março de 2025 | Uganda     | 1 – 0     | Guiné | Estádio Nacional Nelson Mandela, Campala |
| 19:00 (UTC+3)       | Okello 36' | Relatório |       | Árbitro: COD Jean-Jacques Ndala Ngambo   |

| 25 de março de 2025 | Argélia                                      | 5 – 1     | Moçambique | Estádio Hocine Aït Ahmed, Tizi Uzu     |
| 22:00 (UTC+1)       | Amoura 8', 30', 80' · Mandi 24' · Hadjam 65' | Relatório |            | Árbitro: BDI Pacifique Ndabihawenimana |

| setembro de 2025 | Uganda | – | Moçambique |  |
| --:--            |        |   |            |  |

| setembro de 2025 | Somália | – | Guiné |  |
| --:--            |         |   |       |  |

| setembro de 2025 | Argélia | – | Botsuana |  |
| --:--            |         |   |          |  |

| setembro de 2025 | Guiné | – | Argélia |  |
| --:--            |       |   |         |  |

| setembro de 2025 | Uganda | – | Somália |  |
| --:--            |        |   |         |  |

| setembro de 2025 | Moçambique | – | Botsuana |  |
| --:--            |            |   |          |  |

| outubro de 2025 | Somália | – | Argélia |  |
| --:--           |         |   |         |  |

| outubro de 2025 | Moçambique | – | Guiné |  |
| --:--           |            |   |       |  |

| outubro de 2025 | Botsuana | – | Uganda |  |
| --:--           |          |   |        |  |

| outubro de 2025 | Guiné | – | Botsuana |  |
| --:--           |       |   |          |  |

| outubro de 2025 | Somália | – | Moçambique |  |
| --:--           |         |   |            |  |

| outubro de 2025 | Argélia | – | Uganda |  |
| --:--           |         |   |        |  |